# Platybunus hadzii
Platybunus hadzii is een hooiwagen uit de familie echte hooiwagens (Phalangiidae).